# لورنا واتسون
لورنا واتسون (بالإنجليزية: Lorna Watson)‏ هي مقدمة تلفزيونية وكاتبة سيناريو وممثلة بريطانية، ولدت في 1977.

## وصلات خارجية
- لورنا واتسون على موقع IMDb (الإنجليزية)
- لورنا واتسون على موقع قاعدة بيانات الفيلم (الإنجليزية)